# 喜びへの道
「喜びへの道」 (よろこびへのみち、Pain Is So Close to Pleasure) は、クイーンによる楽曲であり、カナダ、ドイツ、オランダ、アメリカのみで1986年のアルバム『カインド・オブ・マジック』からの2番目のシングルとしてリリースされた。

## 解説
この曲は、ブライアン・メイが考案したリフをベースに、ジョン・ディーコンとフレディ・マーキュリーが歌へと変え、ジョンがリズムギターを演奏した。シングルは、オランダのチャートで43位を獲得した。
この曲のタイトル 「Pain Is So Close to Pleasure」は、アルバム『カインド・オブ・マジック』に収録されている「愛ある日々」の歌詞にも登場する。ほとんどのフレディの曲と同様、この曲でもキーボードが目立っており、また、ほとんどのジョンの曲と同様に、ベースラインも目立っている。この曲は、ファルセットでフレディが全てのヴォーカルをとる歌の1つである。
シングルのバージョンは、オリジナルからコーラスの多くがリミックス、リアレンジされている。12" シングルは、このリミックスの拡張バージョンであり、アルバムのトラック拡張よりも多少長い。『喜びへの道』は、Last.fmで58,000以上ヒットした。

## 収録曲

### 7インチ盤
1. 喜びへの道 - Pain is Close to Pleasure (Mercury, Deacon)
2. ドント・ルーズ・ユア・ヘッド - Don't Lose Your Head (Taylor)

### 12インチ盤
1. 喜びへの道 (12インチ・ヴァージョン) - Pain Is So Close To Pleasure (12" Version) (Mercury, Deacon)
2. 喜びへの道 (アルバム・ヴァージョン) - Pain Is So Close To Pleasure (Album Version) (Mercury, Deacon)
3. ドント・ルーズ・ユア・ヘッド - Don't Lose Your Head (Taylor)

## チャート
| 国 (1986年) | ピーク |
| ----------- | ------ |
| ドイツ      | 56     |
| オランダ    | 43     |

## 担当
- フレディ・マーキュリー - リードヴォーカル、コーラス、シンセサイザー、ピアノ
- ブライアン・メイ - エレクトリックギター
- ロジャー・テイラー - ドラムス
- ジョン・ディーコン - ベース、ギター、シンセサイザー